# Foiba de Basovizza
La 'foiba' de Basovizza és una foiba o cavitat càrstica que es troba a la localitat de Basovizza, una pedania de Trieste, en la zona nord-est de l'altiplà del Carso, a 377 metres sobre el nivell del mar. En aquesta foiba varen ser llançats, per part dels partisans iugoslaus, un nombre indeterminat de persones, durant el període de l'ocupació iugoslava de Trieste. En record de totes les víctimes de la massacre es va col·locar un monument a proximitat d'aquest indret. El 1992, el president de la República Italiana, Oscar Luigi Scalfaro, va declarar el pou monument nacional. L'anomenada "Foiba de Basovizza" és en origen un pou miner, però el maig de 1945 va esdevenir un lloc d'execucions sumàries per a presoners, militars, policies i civils, de part dels partisans comunistes de Tito, fins aleshores destinats a camps de concentració d'Eslovènia i, finalment, assassinats a Basovizza.

## El pou
A les muntanyes que envolten Trieste, a finals del segle xix, es va creure que podrien trobar-s'hi importants dipòsits de carbó o de lignit. Entre el 1901 i el 1908, l'empresa bohèmia Škoda va fer excavar un pou miner preexistent no gaire lluny de la pedania de Basovizza, però les excavacions van ser poc fructíferes, i la mina va acabar essent abandonada. La profunditat vertical era de 256 metres, i a -254 metres s'obria una galeria de 735 metres de longitud que arribava directament a Basovizza.

## Les massacres de les 'foibes'
El maig de 1945, aquesta cavitat va ser utilitzada pels partisans iugoslaus per a l'ocultació d'un nombre desconegut de cadàvers d'italians i d'alemanys morts durant l'ocupació iugoslava de Trieste; varen ser llançats a l'interior del pou molts cadàvers de presoners, de militars i de civils assassinats per l'exèrcit i pels partisans de Tito. Hi ha historiadors, com Raoul Pupo, Roberto Spazzali o Guio Rumici, que afirmen que és impossible calcular el nombre exacte dels cossos 'enfoibats', mentre que d'altres afirmen que el càlcul pot fer-se sobre la base d'estimacions. Arran d'aquesta segona aproximació, el nombre de cossos derivaria de la constatació que el pou, abans de 1945 tenia 228 metres de fondària, mentre que després de 1945 tan sols n'eren 198, per la qual cosa hi hauria uns 250 metres cúbics emplenats amb materials que, segons aquesta estimació, serien cossos humans. L'11 setembre 1992 va ser declarada monument nacional.
L'any 1980, la 'foiba' va ser reconeguda monument d'interès nacional i el 1991 va ser visitat pel president Francesco Cossiga. El president Oscar Luigi Scalfaro va declarar el pou miner de Basovizza monument nacional amb decret d'11 setembre de 1992. El 10 febrer de 2007, després d'una sèrie de tasques de recuperació i de restauració de l'àrea monumental prop de la foiba de Basovizza, va serinaugurat oficialment el nou sagrari en honor dels màrtirs de les 'foibes'.
1. ↑  Ruggero Calligaris, Storia delle miniere di carbone del carso triestino e dell'Istria dal '700 al 1945, Actes del Museu d'Història Natural de Trieste, Trieste 1989.
2. ↑  Decret del president de la República 11 setembre 1992